# Enrique Navarro Beltrán
Enrique Navarro Beltrán (1963) es un abogado, licenciado en Ciencias Jurídicas y Sociales de la Universidad de Chile. Es el miembro más joven que ha integrado el Tribunal Constitucional de la República de Chile, con apenas 40 años. 
Es un destacado jurista de Derecho Constitucional. Es profesor de Derecho en las Facultades de Derecho de la Universidad Finis Terrae y Universidad de Chile. Profesor de posgrado en Universidades nacionales y Extranjeras. Entre los años 2002 y 2006 se desempeñó como Director de Estudios de la Corte Suprema de Chile.
Ha publicado diversos libros y un centenar de artículos en materias de Derecho Constitucional, Derecho Administrativo económico e Historia de las Instituciones en revistas nacionales y extranjeras. Autor de "Veinte años de la Constitución Chilena 1981 - 2001"